# آرتور لفر
آرتور لفر (انگلیسی: Arthur Laffer ‎/ˈlæfər/‎؛ زادهٔ ۱۴ اوت ۱۹۴۰) یک اقتصاددان اهل ایالات متحده آمریکا است که نخستین بار در دولت ریگان به عنوان عضوی از شورای مشاورین خط مشی اقتصادی ریگان (۱۹۸۱–۸۹) به شهرت رسید. لفر بیش از همه به خاطر منحنی لافر، تصویری از این نظریه که نرخ مالیاتی بین ۰ و ۱۰۰ درصد وجود دارد که منجر به بیشترین درآمد مالیاتی برای دولت‌ها می‌شود، شناخته می‌شود. او نویسنده و از مؤلفین کتب و مقالات بسیاری است.